# Mateo Čolak
Mateo Čolak (Mostar, 24 april 1998) is een Bosnisch-Kroatisch basketballer.

## Carrière
Čolak maakte zijn debuut in de Bosnische hoogste klasse in 2015 voor HKK Široki. Hij speelde zeven jaar bij de club en werd tweemaal landskampioen voordat hij in 2022 de overstap maakte naar de Tsjechische eersteklasser BK Pardubice. Na een seizoen keerde hij terug naar HKK Široki waar hij het seizoen 2023/24 doorbracht. In 2024 tekende hij bij de Roemeense eersteklasser CSU Sibiu waar hij ook een seizoen speelde.
Voor het seizoen 2025/26 tekende hij een tweejarig contract bij de Belgische eersteklasser Antwerp Giants.

### Nationale ploeg
Čolak speelde in de nationale jeugdploegen van Kroatië.

## Erelijst
- Bosnisch landskampioen: 2019, 2021